# Carlo Musitano
Carlo Musitano, né le 5 janvier 1635 à Castrovillari, dans la Calabre citérieure, et mort en 1714 à Naples, est un prêtre et médecin italien.

## Biographie
Né à Castrovillari (Calabre citérieure), le 5 janvier 1635, Musitano fut ordonné prêtre à l’âge de 24 ans. Étant allé à Naples, il s’appliqua à la médecine, dans laquelle, par une étude assidue, il devint un habile maître. Le pape Clément IX lui donna la permission de la pratiquer quoique prêtre. Il le fit avec un tel désintéressement qu’il refusait tout salaire des gens pauvres et renvoyait tous les présents qu’ils lui faisaient. Musitano jouit d’une santé parfaite jusqu’en 1698. Depuis cette année, ses forces s’affaiblirent et il mourut à Naples en 1714, âgé de près de quatre-vingts ans.
Musitano avait reçu de son maître, Tommaso Cornelio, les principes de la chimiatrie, et il le montre suffisamment dans ses écrits ; dans son traité sur la syphilis, il combat l’origine américaine de la maladie ; il la croit connue de toute antiquité ; sur plus de deux mille sujets qu'il a observés, il n'en a pas trouvé un seul présentant des symptômes qui n'eussent été décrits par Celse, Galien ou Avicenne. Quant au traitement, il rejette absolument la saignée et accorde une grande confiance au gaïac, et croit à l'utilité du mercure administré à l'intérieur, mais sans aller jusqu'à la salivation. Il traitait, dès le début, les blennorragies avec des injections mercurielles (2 gros de calomel dans 8 onces d'eau de plantain). On lui doit une bonne description de la cachexie syphilitique sous le nom de phtisie vénérienne.

## Œuvres
- Trutina medica antiquarum ac recentiorum disquisitionum gravioribus de morbis habitarum, 1688, in-4° ; 1701, in-4° ;
- De lue venerea libri quatuor, Naples, 1689, in-8°, trad. en français par Jean Devaux, Trévoux, 1711, in-12, 2 vol.
- Mantissa ad Thesaurum et armamentarium medico-chymicum Adriani a Mynsicht, Naples, 1697, in-8° ;
- Chirurgica theoretico-practica, seu trutina chirurgico-physica, Cologne, 1698, in-4° ; Genève, 1718, in-8° ;
- Opera medica chymico-practica, seu trutina medico-chymica, Cologne, 1700, in-4° ;
- De morbis mulierum tractatus, Cologne, 1709, in-4° ;
- Opera omnia, seu trutina medica, chirurgica, pharmaceutica, chymica, etc., omnia juxta recentiorum philosophorum principia et medicorum experimenta, excogitata et adornata. Accesserunt huic novæ editioni tractatus tres nunquam editi, nempe de morbis infantum, de luxationibus et de fracturis, etc., Genève, 1716, in-fol., 2 vol.